# Флексоелектрика
Флексоелектричний ефект у внутрішньоплощинному комутаційному (ips) рідкокристалічному елементі для пристроїв відображення низької енергії споживання.

## Нотації
Технологія відображення статичних зображень на портативних дисплеях, рекламних панелях та цінниках суттєво знижує енергоспоживання та вартість продукції. Рух у низькочастотному електричному полі в режимі комутації бахромового поля (FFS) може бути одним із ефективних способів економії потужностей останніх портативних пристроїв, але серйозне падіння якості зображення, так зване мерехтіння зображення, має було виявлено з точки зору зв'язку пружної деформації з не тільки квадратичним діелектричним ефектом, але й лінійним флексоелектричним ефектом. Незважаючи на нагальну вимогу вирішення питання, розуміння такого явища поки невизначене. Тут ми ретельно аналізуємо та спочатку повідомляємо про флексоелектричний ефект у рідинно-кристалічній комірці (IPS) з комутацією в площині. Ефект має місце на ділянці над електродами через ковзання та деформацій вигину нематичного рідкого кристала вздовж косих електричних полів, так що очевидний просторовий зсув оптичного пропускання експериментально спостерігається і чітко демонструється на основі співвідношення між напрямком флексоелектричної поляризації. і полярність електричного поля. Крім того, ми повідомляємо, що режим IPS має властиві для вирішення проблеми мерехтіння зображення на дисплеї з низьким споживанням енергії з точки зору фізичної властивості рідкокристалічного матеріалу та структури електрода.